# Cyclopsetta
Cyclopsetta is een geslacht van straalvinnige vissen uit de familie van schijnbotten (Paralichthyidae). Het geslacht is voor het eerst wetenschappelijk beschreven in 1889 door Gill.

## Soorten
- Cyclopsetta chittendeni Bean, 1895
- Cyclopsetta fimbriata (Goode & Bean, 1885)
- Cyclopsetta panamensis (Steindachner, 1876)
- Cyclopsetta querna (Jordan & Bollman, 1890)